# Кулачковський Ярослав Михайлович
Ярослав Михайлович Кулачковський (20 квітня 1863, с. Пищатинці, нині Борщівського району Тернопільської області — 7 вересня 1909, м. Львів) — український галицький громадський діяч, економіст, адвокат. Перший директор страхового товариства «Дністер» у Львові (1893). 

## Життєпис

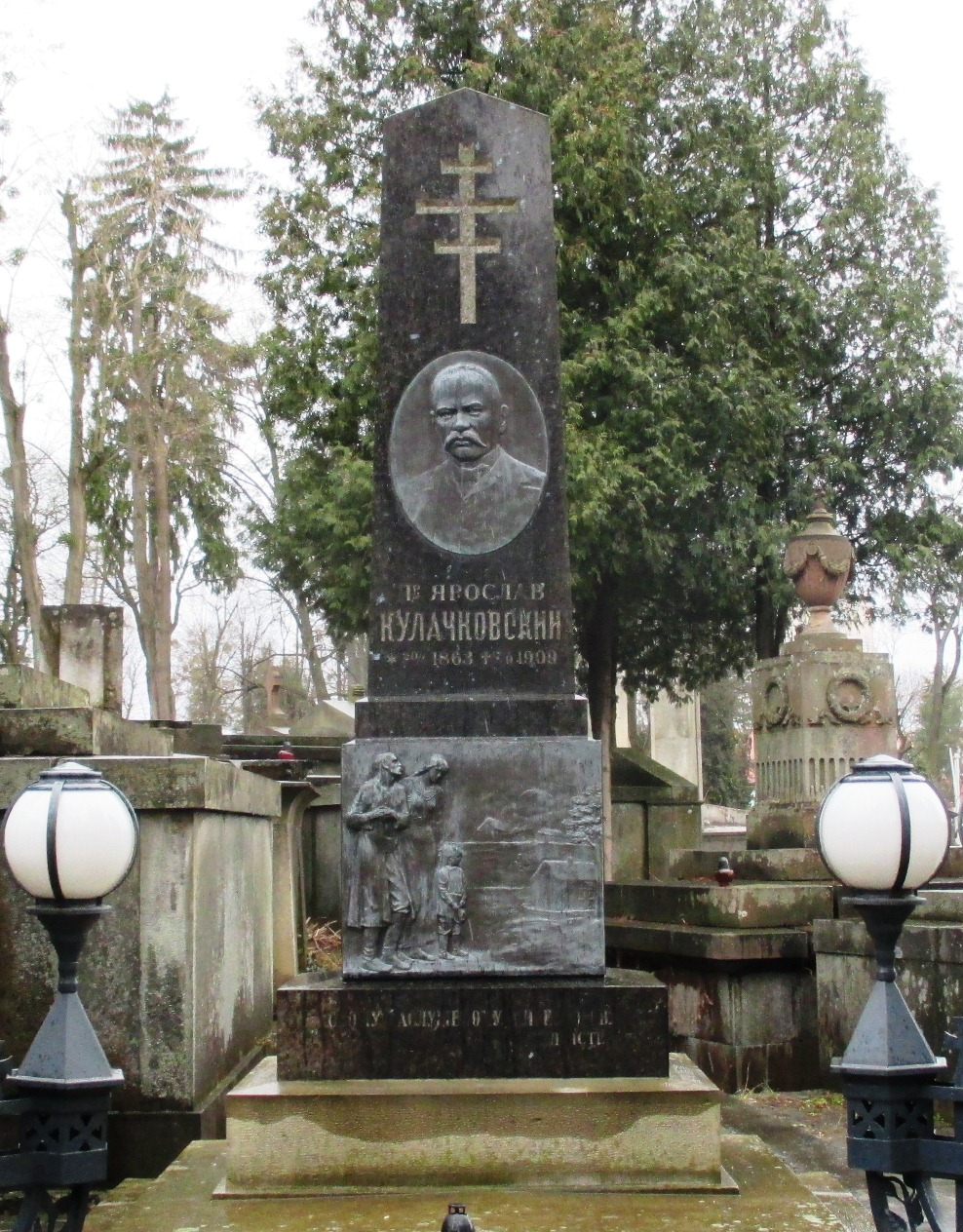
Могила Ярослава Кулачковського на Личаківському цвинтарі
2018

Народився 20 квітня 1863 року в с. Пищатинці (Королівство Галичини та Володимирії, Австрійська імперія, нині Борщівського району Тернопільської області, Україна).
Навчався в Бучачі в 1871—1876 роках. Закінчив відділ права Львівського університету імені Франца І у 1887 році. Того року захистив працю на здобуття наукового ступеня доктора права, після чого розпочав адвокатську практику (спочатку в Самборі, потім — у Львові). Брав активну участь у діяльності українського товариства «Руська бесіда». Почесний член товариства «Просвіта» з 1904 року.
Помер 7 вересня 1909 року у Львові.